# Servicio de Investigación Agrícola
El Servicio de Investigación Agrícola (Agricultural Research Service), es la principal agencia interna de investigación del Departamento de Agricultura de los Estados Unidos (USDA). El ARS es una de cuatro agencias en el USDA con la misión en su área de influencia de la investigación, la educación y la economía. El ARS se encarga de ampliar el conocimiento científico de la nación y solucionar problemas agrícolas con sus programas en las cuatro áreas nacionales de: nutrición, seguridad alimentaria y calidad; producción animal y protección; recursos naturales y sistemas agrícolas sostenibles; y producción vegetal y protección. La investigación del ARS se enfoca en solucionar los problemas del día a día que afectan a los estadounidenses. 

El ARS tiene más de 2.200 científicos permanentes trabajando en aproximadamente 1.100 proyectos de investigación en más de 100 localizaciones a través del país, con algunas localizaciones en otros países. El ARS tiene cuatro centros de investigación regionales: Centro de investigación regional occidental (WRRC) en Albany, CA; Centro de investigación regional meridional (SRRC) en New Orleans, LA; "Centro nacional para el uso de la investigación agrícola" (NCAUR) en Peoria, IL; y "Centro de investigación regional del este" (ERRC) en Wyndmoor, PA. La innovación y la comercialización son el corazón de estas instalaciones (equipadas con instalaciones modelo para la investigación de tipo comercial), que han dado vida a centenares de productos, de procesos y de tecnologías. El Centro de Investigación Agrícola, Henry A. Wallace Beltsville (BARC) del ARS en Beltsville (Maryland) es el complejo de investigación agrícola más grande del mundo. El ARS administra el Laboratorio de Investigación Hortícola de los EE. UU. en Fort Pierce (Florida). 
El ARS también tiene seis importantes centros de investigación de nutrición humana que se centran en solucionar una amplia gama de las preguntas de la nutrición humana proporcionando estudios científicos acreditados y revisados por pares. Los centros están situados en Arkansas, Maryland, Tejas, Dakota del Norte, Massachusetts, y California. Los científicos del ARS en estos centros estudian el papel del alimento y de los componentes dietéticos en la salud humana desde la concepción hasta la vejez. 
El conglomerado de centros investigadores del ARS desempeña el papel de conducir la investigación científica para reflejar su misión al público estadounidense, la cual es conducir la investigación para desarrollar y para transferir soluciones a los problemas agrícolas de alta prioridad nacional y para proporcionar el acceso y la difusión de información que: 
- asegure la alta calidad, el alimento seguro y otros productos agrícolas,
- determinen las necesidades alimenticias de los estadounidenses,
- sustente una economía agrícola competitiva,
- realce la base de los recursos naturales y medioambientales, y
- proporcione las oportunidades económicas a los ciudadanos, a las comunidades, y a las sociedad rurales en su conjunto.

La investigaciones del ARS complementen el trabajo de las universidades privadas, de las universidades estatales, y las estaciones agrícolas experimentales, tanto las federales y Agencias Estatales, y el sector privado. La investigación del ARS puede centrarse a menudo en las ediciones regionales que tienen implicaciones nacionales, y donde hay un papel federal claro. El ARS también proporciona la información en sus resultados de investigación a las actuaciones del USDA y a las agencias reguladoras y a varias otras agencias reguladoras federales, incluyendo las Agencia de Medicamentos y Alimentos y a la Agencia de Protección Ambiental de los Estados Unidos.
El ARS disemina muchos de sus resultados de investigación a través de los diarios científicos, publicaciones técnicas, revistas de investigación agrícola, y otros foros. La información también se distribuye a través de la Biblioteca Agrícola Nacional (NAL) del ARS. El ARS tiene en plantilla a más de 150 bibliotecarios y otros especialistas que trabajan en dos localizaciones- "Abraham Lincoln Building" en Beltsville, MD, y el "DC Reference Center" en Washington D. C. El NAL proporciona referencias y servicios informativos, entrega de documentos, préstamo entre bibliotecas y los servicios de préstamo entre bibliotecas a una amplia variedad de audiencias.